# Fausse Identité (téléfilm, 1994)
Pour les articles homonymes, voir Fausse Identité.
Fausse Identité (As Good as Dead) est un téléfilm américain sorti en 1994 et diffusé le 21 janvier 2018 sur C8.

## Synopsis
Une jeune femme doit se faire opérer. Elle échange son identité avec sa meilleure amie car elle ne possède pas d'assurance maladie. Lorsqu'elle décède sur la table d’opération sous l'identité de son amie, cette dernière décide de mener l'enquête sur cette mort mystérieuse.

## Fiche technique
- Titre original : As Good as Dead
- Réalisation : Larry Cohen
- Scénario :
- Photographie :
- Musique :
- Pays :  États-Unis
- Durée : 190 minutes

## Distribution
- Traci Lords : Nicole Grace
- Crystal Bernard
- Judge Reinhold
- George Dickerson
- Carlos Carrasco
- Daniel McDonald
- Scott Williamson
- Tom Ashworth